# Pilar Miró
Pilar Mercedes Miró Romero (Madrid, 20 de abril de 1940 - Madrid, 19 de octubre de 1997) fue una reconocida directora de cine, teatro y televisión española. Considerada una de las pioneras del sector audiovisual de España fue directora general de Cinematografía (1982-1985) y la primera mujer en dirigir Radio Televisión Española (1986-1989).
Entre sus películas más célebres figuran El crimen de Cuenca (1980), Werther (1986), Beltenebros (1991) o El perro del hortelano (1996). A lo largo de su trayectoria obtuvo 11 nominaciones y 12 galardones entre los que destacan dos del Círculo de Escritores Cinematográficos, dos premios Goya, dos premios Ondas y un premio Fotogramas de Plata.

## Biografía
Estudió Periodismo y Derecho, graduándose igualmente en la Escuela Oficial de Cine, donde también fue profesora. Trabajó en Televisión Española desde 1960 inicialmente como auxiliar de redacción y posteriormente como realizadora siendo la primera mujer en desempeñar esa función.

"Su obsesión era estar en televisión, conseguir trabajos en televisión, dirigir televisión... Ya entonces era muy luchadora para las cosas que quería"
Mónica Randall (RTVE, 17 de octubre de 2022) 

Entre los programas que realizó se incluyen Revista para la mujer y el primer dramático, Lili, una telenovela de cinco capítulos. Con posterioridad destacarían los programas Una fecha señalada, Hora 11, Estudio 1, Novela o Danza macabra. En ocasiones se ha puesto de manifiesto que su labor como realizadora durante la segunda mitad de los años 1970 la convirtió en precursora de la introducción de valores democráticos y progresistas en sus trabajos para televisión, en especial en los episodios de los que fue responsable de las series Curro Jiménez y Los libros.

"Conocía a Pilar en 1966 cuando entré a trabajar en Televisión Española y recuerdo la emoción que sentí al ver que había una mujer en Televisión Española que era realizadora"
Marisol Carnicero (RTVE, 17 de octubre de 2022) 

De la pequeña pantalla saltó al mundo del cine escribiendo y dirigiendo varias películas. Su debut como directora fue con la película La petición (1976), interpretada por Ana Belén, Emilio Gutiérrez Caba, María Luisa Ponte y Eduardo Calvo en sus papeles principales, obteniendo el premio revelación del Círculo de Escritores Cinematográficos. Su trama, adaptación de la novela corta Por una noche de amor de Émile Zola, se centra en una mujer procedente de una familia acomodada, muy libre y de gran personalidad, pero que se comporta de manera cruel mientras explora los horrores y los placeres del sadomasoquismo.
Su siguiente película, El crimen de Cuenca (1979) basada en hechos reales sucedidos a principios del siglo XX, tardó más de un año y medio en ser estrenada al contar con la oposición del entonces Ministro de Cultura Ricardo de la Cierva que derivó en un posterior consejo de guerra militar. La cinta permanece como la única película que fue censurada tras la abolición oficial en 1977 de la censura cinematográfica en España. Interpretada por Amparo Soler Leal, Héctor Alterio, Daniel Dicenta, José Manuel Cervino, Mary Carrillo y Guillermo Montesinos en sus papeles principales la cinta fue un éxito comercial al acreditar más de 2.500.000 espectadores en la taquilla española.

"La primera impresión que tuve cuando actuó la censura fue la de pensar que estábamos todos equivocados, o que nos estaban engañando. ‘¿Cómo es posible que pueda ocurrir esto?’, nos preguntábamos. Poníamos en tela de juicio muchas cosas en las que comenzábamos a creer. Después, me he sentido lógicamente manipulada, con la impresión de convertirme en una especie de cruce de héroe y víctima"
Pilar Miró (Cinemanía, 17 de agosto de 2021) 

Gary Cooper que estás en los cielos (1980), una película dramática insólita y arriesgada cuyo guion se elaboró antes de 1978, se interpretó por parte de la crítica cinematográfica como una suerte de confesión pública de las vivencias personales de Miró. Con un reparto integrado por Mercedes Sampietro, Agustín González, Amparo Soler Leal o Carmen Maura, Sampietro obtuvo premios a la mejor actriz en el Festival de Cine de Moscú y el Fotogramas de Plata.
En 1981 denunció haber sufrido acoso sexual en Radio Televisión Española.

"Me desanimaba mucho que los hombres quisieran ligar conmigo permanentemente. No me lo tomaba como algo ofensivo, pero me molestaba, me lo hacía todo mucho más difícil. Cuando no pretendes nada queda muy incómodo y lleva una serie de malas interpretaciones, o de gente que luego pasaba a no hablarte o hacerte la guerra"
Pilar Miró (RTVE, 17 de octubre de 2022) 

En 1982 fue nombrada directora general de Cinematografía, cargo que desempeñó hasta 1985, y desde el que impulsó un cambio estructural de la creación cinematográfica española con el que se buscó un aumento de la calidad de las producciones pero que tuvo una incidencia negativa sobre la cantidad de películas producidas. Comúnmente denominada "Ley Miró", formalmente un Decreto Ley que entró en vigor a finales de 1983, fue una norma controvertida que modificó el sistema de ayudas a la producción cinematográfica e impuso, siguiendo el modelo francés, las subvenciones anticipadas y condicionadas a los rendimientos de taquilla. También desde dicha responsabilidad Miró desempeñó un papel decisivo en la recuperación de la categoría A de la FIAPF por parte del Festival Internacional de Cine de San Sebastián, al que desvió buena parte de las subvenciones estatales dirigidas a otros festivales de cine españoles.

"Fue una ley muy polémica pero que vino a ordenar un poco el panorama y a favorecer un tipo de cine con el que después hemos ganado muchos festivales por ahí fuera".
Víctor Manuel (RTVE, 17 de octubre de 2022) 

Tras su dimisión como directora general de Cinematografía, y una segunda operación quirúrgica de corazón, volvió a dedicarse al cine dirigiendo Werther estrenada en 1986. Drama romántico, adaptación libre del libro Las penas del joven Werther escrito por Goethe, contó con Eusebio Poncela y Mercedes Sampietro en sus papeles principales.
En 1986 fue nombrada directora general de Radiotelevisión Española siendo la primera mujer en ocupar dicho cargo. Permaneció en el mismo hasta 1989 cuando dimitió tras ser procesada por la Audiencia de Madrid por un presunto delito de malversación de fondos públicos del que fue absuelta en 1992. Entre sus hitos más importantes al frente de la corporación pública figuran la inauguración en 1988 el centro de producción audiovisual denominado Estudios Buñuel o la renovación de las líneas programáticas de los canales de televisión con programas avanzados y más modernos. Sin embargo también se considera que presionó a Lolo Rico, directora del programa La bola de cristal, y a sus guionistas para que cesaran de hacer críticas al presidente del gobierno Felipe González provocando el cese del programa en 1988.

"Siempre visionaba el programa los viernes por la tarde en una cabina de Prado del Rey antes de que los espectadores lo vieran en casa el sábado, para asegurarme de que todo estaba bien. Pero ese día decidí verlo en casa conforme se iba emitiendo, y comprobé que habían cortado ese trocito, con mi negativa y sin mi autorización. Al día siguiente fui y dimití. Entendí que si admitía que me censuraran, también estaban censurando al equipo, y no estaba dispuesta a convertirme en censora de mi propia gente".
Lolo Rico (agenciasinc.es, 04-10-2014) 

Tras su paso en la dirección de RTVE Miró volvió a dirigir nuevas películas. Beltenebros (1991), adaptación de la novela homónima de Antonio Muñoz Molina, es una coproducción internacional que se planteó como una película de cine negro, rodada en localizaciones de Reino Unido y Polonia, con un reparto en el que destaca la presencia de Terence Stamp, Patsy Kensit y José Luis Gómez. Obtuvo un Oso de Plata en el Festival de Berlín y 10 nominaciones y 3 premios Goya a fotografía, montaje y efectos especiales.

"Lo único que ahora deseo hacer, tras un año de trabajo en la preparación de este proyecto, es un buen trabajo que, quizá sí, es la única manera de poder decir a la opinión pública, que tantas cosas ha oído de mí: aquí estoy y esto es lo que sé hacer"
Pilar Miró (sombra de luna, 21 de marzo de 2014) 

Su siguiente película, El pájaro de la felicidad (1993), contó con el guion de Mario Camus para una trama en la que una restauradora después de sufrir un intento de violación y tras la indiferencia mostrada por su novio decide refugiarse en su soledad, volcándose en su trabajo, trasladándose a una casa alquilada en el sur de España en busca de su pasado. El reparto está encabezado por Mercedes Sampietro, Aitana Sánchez-Gijón, José Sacristán y Carlos Hipólito en sus papeles principales y la cinta, además de proyectarse en el Festival de Cannes, obtuvo un Premio Goya a mejor fotografía (José Luis Alcaine) y un Premio Ondas a mejor actriz (Sampietro).

"Da igual el personaje que sea, hombre o mujer, siempre dirán que en el fondo soy yo. Y no lo niego"
Pilar Miró (Diario El País, 17 de abril de 1993) 

Fue la realizadora televisiva de las bodas de las infantas Elena de Borbón y Jaime de Marichalar (1995) y Cristina de Borbón e Iñaki Urdangarín (1997) siendo esta última su último trabajo profesional ya que falleció de infarto a los pocos días de esta última retransmisión. Dejó más de 200 producciones para el cine y televisión. Además el mismo año de su fallecimiento dirigió la obra de teatro El anzuelo de Fenisa de Lope de Vega.

## Vida privada
Tuvo un hijo, Gonzalo, nacido el 13 de febrero de 1981 si bien nunca quiso desvelar el nombre del padre. En su lugar nombró ante notario unos tutores para su hijo por si a ella le ocurría algo.
Aficionada a la tauromaquia ejerció como crítica taurina.
De salud delicada, Miró fue sometida en 1975 y en 1985 a dos operaciones a corazón abierto, motivo por el que terminó falleciendo a los 57 años de edad.

## Películas dirigidas
- La petición (1976)
- El crimen de Cuenca (1979)
- Gary Cooper, que estás en los cielos (1980)
- Hablamos esta noche (1982)
- Werther (1986)
- Beltenebros (1991)
- El pájaro de la felicidad (1993)
- El perro del hortelano (1996) (7 premios Goya)
- Tu nombre envenena mis sueños (1996)

## Guiones
- La niña de luto (1964) (colaboración)
- El juego de la oca (1966) (colaboración)
- La petición (1976)
- El crimen de Cuenca (1979)
- Beltenebros (1991)
- Tu nombre envenena mis sueños (1996)

## Televisión
- Cuarto de estar (1963)
- Revista para la mujer (1963)
- Foro TV (1963)
- Un tema para el debate (1965)
- Tele-club (1965-1966)
- Novela (1967-1977)
- Estudio 1 (1968-1979)
- Pequeño estudio (1968)
- Ritmo 70 (1970)
- Mónica de medianoche (1973)
- Silencio, estrenamos (1974)
- Cuentos y leyendas (1975)
- Objetivo nosotros (1975)
- Curro Jiménez (1977)
- Los libros (1977)
- Yo canto (1977)

## Premios y nominaciones
Premios Goya
| Año  | Trabajo nominado       | Categoría            | Resultado |
| ---- | ---------------------- | -------------------- | --------- |
| 1991 | Beltenebros            | Mejor dirección      | Candidata |
| 1991 | Beltenebros            | Mejor guion adaptado | Candidata |
| 1996 | El perro del hortelano | Mejor dirección      | Ganadora  |
| 1996 | El perro del hortelano | Mejor guion adaptado | Ganadora  |

Medallas del Círculo de Escritores Cinematográficos
| Año  | Trabajo nominado       | Categoría            | Resultado |
| ---- | ---------------------- | -------------------- | --------- |
| 1976 | La petición            | Premio revelación    | Ganadora  |
| 1996 | El perro del hortelano | Mejor guion adaptado | Ganadora  |

- Premio al mejor guion del Sindicato Nacional del Espectáculo (1976).
- Premio al mejor director en el Festival de cine de Cartagena de Indias (1980).
- Oso de Plata del Festival de Berlín (1992)
- Premio a la mejor película por el El perro del hortelano en el Festival Internacional de Cine de Mar del Plata de 1996.

## Homenajes
En 1987 fue galardonada con el Tambor de Oro otorgado por la ciudad de San Sebastián.
En 2011 obtuvo una estrella en el paseo de la fama de Madrid.
Desde 2017 la calle de Fernández Ladreda de Valladolid fue rebautizada como Calle de Pilar Miró.